# Leichtathletik-Länderkampf 1927 Frankreich – Deutschland
| 2. Leichtathletik-Länderkampf mit deutscher Beteiligung 1927 | 2. Leichtathletik-Länderkampf mit deutscher Beteiligung 1927 |
| ------------------------------------------------------------ | ------------------------------------------------------------ |
|                                                              |                                                              |
| Ländervergleich Frankreich – Deutschland                     |                                                              |
| Austragungsort                                               | Colombes                                                     |
| Wettbewerbe                                                  | 15                                                           |
| Datum                                                        | 21. August 1927                                              |
| 1. Deutschland 2. Frankreich                                 | 89 Punkte 82 Punkte                                          |
| Chronik                                                      |                                                              |
| ← GER-SUI (M)                                                | erster LK 1928:00 BE-GER-FRA (F) →                           |

Der zweite Vergleich des Leichtathletik-Länderkampfjahres 1927 mit deutscher Beteiligung wurde mit Frankreich ausgetragen. Die französischen Sportler waren im Jahr zuvor im Rahmen eines Drei-Ländervergleichs zusammen mit den Athleten aus der Schweiz bereits einmal Gegner des deutschen Teams gewesen.
Die Veranstaltung wurde am 21. August unter alleiniger Beteiligung von Männern im Stade Olympique de Colombes in Colombes im Großraum der französischen Hauptstadt Paris ausgetragen. Deutschland blieb auch in seinem insgesamt neunten Länderkampf ungeschlagen und siegte mit 89 zu 62 Punkten.

## Modus
Die Regeln waren zum ersten Mal so gestaltet, wie sich das bei Länderkämpfen in späteren Jahren fest etablierten solle. Jede Mannschaft trat in den Einzelwettbewerben mit je zwei Teilnehmern an. Die Sieger erhielten jeweils fünf Punkte, die Zweitplatzierten jeweils drei und die Drittplatzierten je zwei Punkte. Die Athleten auf dem jeweils vierten Rang kamen noch mit je einem Punkt in die Wertung. In den beiden Staffeln brachte Platz eins drei Punkte und Platz zwei einen Punkt.

## Legende
Kurze Übersicht zur Bedeutung der Symbolik – so üblicherweise auch in sonstigen Veröffentlichungen verwendet:
| k. A. | keine Angabe |

## Resultate

### 100 m
| Platz | Athlet           | Land | Zeit (s) |
| ----- | ---------------- | ---- | -------- |
| 1     | Helmut Körnig    | GER  | 10,8     |
| 2     | Hubert Houben    | GER  | 11,0     |
| 3     | Maurice Degrelle | FRA  | 11,0     |
| 4     | André Cerbonney  | FRA  | 11,6     |

### 200 m
| Platz | Athlet           | Land | Zeit (s) |
| ----- | ---------------- | ---- | -------- |
| 1     | Helmut Körnig    | GER  | 21,8     |
| 2     | Jakob Schüller   | GER  | 22,0     |
| 3     | Maurice Degrelle | FRA  | k. A.    |
| 4     | André Cerbonney  | FRA  | k. A.    |

### 400 m
| Platz | Athlet          | Land | Zeit (s)        |
| ----- | --------------- | ---- | --------------- |
| 1     | Joachim Büchner | GER  | 48,6            |
| 2     | Otto Neumann    | GER  | ca. 10 m zurück |
| 3     | Francis Galtier | FRA  | k. A.           |
| 4     | René Féger      | FRA  | k. A.           |

### 800 m
| Platz | Athlet            | Land | Zeit (min) |
| ----- | ----------------- | ---- | ---------- |
| 1     | Séra Martin       | FRA  | 1:53,2     |
| 2     | Hermann Engelhard | GER  | 1:53,6     |
| 3     | Otto Peltzer      | GER  | 1:54,8     |
| 4     | Georges Baraton   | FRA  | 1:58,0     |

### 1500 m
| Platz | Athlet         | Land | Zeit (min) |
| ----- | -------------- | ---- | ---------- |
| 1     | René Wiriath   | FRA  | 3:56,4     |
| 2     | Herbert Böcher | GER  | 3:56,6     |
| 3     | Roger Pelé     | FRA  | 3:59,2     |
| 4     | Willi Boltze   | GER  | k. A.      |

### 5000 m
| Platz | Athlet          | Land | Zeit (min) |
| ----- | --------------- | ---- | ---------- |
| 1     | Otto Kohn       | GER  | 15:03,0    |
| 2     | Maurice Norland | FRA  | 15:06,4    |
| 3     | Otto Petri      | GER  | 15:15,3    |
| 4     | Seghir Beddari  | FRA  | k. A.      |

### 110 m Hürden
| Platz | Athlet             | Land | Zeit (s) |
| ----- | ------------------ | ---- | -------- |
| 1     | Gabriel Sempé      | FRA  | 15,2     |
| 2     | Heinrich Troßbach  | GER  | 15,2     |
| 3     | Friedrich Wichmann | GER  | 15,4     |
| 4     | Roger Viel         | FRA  | k. A.    |

### 4 × 100 m Staffel
| Platz | Besetzung       | Land                                                           | Zeit (s) |
| ----- | --------------- | -------------------------------------------------------------- | -------- |
| 1     | Deutsches Reich | Joachim Büchner Friedrich Wichmann Hubert Houben Helmut Körnig | 41,4     |
| 2     | Frankreich      | André Cerbonney Charles Hirlimann Doujon Maurice Rousseau      | 43,8     |

### 4 × 400 m Staffel
| Platz | Besetzung       | Land                                                          | Zeit (min) |
| ----- | --------------- | ------------------------------------------------------------- | ---------- |
| 1     | Deutsches Reich | Reinhold Schmidt Otto Neumann Harry Werner Storz Otto Peltzer | 3:18,2     |
| 2     | Frankreich      | Maurice Degrelle Francis Galtier Wolljung Séra Martin         | 3:18,4     |

### Hochsprung
| Platz | Athlet         | Land | Höhe (m) |
| ----- | -------------- | ---- | -------- |
| 1     | Fritz Köpke    | GER  | 1,90     |
| 2     | Pierre Lewden  | FRA  | 1,85     |
| 3     | André Cherrier | FRA  | 1,80     |
| 4     | Otto Betz      | GER  | 1,75     |

### Stabhochsprung
| Platz | Athlet            | Land | Höhe (m) |
| ----- | ----------------- | ---- | -------- |
| 1     | Robert Vintousky  | FRA  | 3,70     |
| 2     | Maurice Vautier   | FRA  | 3,65     |
| 3     | Achilles Reeg     | GER  | 3,60     |
| 4     | Fritz Werkmeister | GER  | 3,50     |

### Weitsprung
| Platz | Athlet           | Land | Weite (m) |
| ----- | ---------------- | ---- | --------- |
| 1     | Rudolf Dobermann | GER  | 7,22      |
| 2     | Charles Alzieu   | FRA  | 6,92      |
| 3     | Jacques Flouret  | FRA  | 6,84      |
| 4     | Henry Schumacher | GER  | 6,60      |

### Kugelstoßen
| Platz | Athlet              | Land | Weite (m) |
| ----- | ------------------- | ---- | --------- |
| 1     | Georg Brechenmacher | GER  | 14,17     |
| 2     | Heinrich Kulzer     | GER  | 13,96     |
| 3     | Édouard Duhour      | FRA  | 13,89     |
| 4     | Jules Noël          | FRA  | 12,94     |

### Diskuswurf
| Platz | Athlet           | Land | Weite (m) |
| ----- | ---------------- | ---- | --------- |
| 1     | Hans Hoffmeister | GER  | 44,84     |
| 2     | Hermann Hänchen  | GER  | 41,67     |
| 3     | Paul Béranger    | FRA  | 38,30     |
| 4     | Daniel Pierre    | FRA  | 37,13     |

### Speerwurf
| Platz | Athlet           | Land | Weite (m) |
| ----- | ---------------- | ---- | --------- |
| 1     | Bruno Schlokat   | GER  | 60,16     |
| 2     | Emmanuel Degland | FRA  | 57,80     |
| 3     | Herbert Molles   | GER  | 57,36     |
| 4     | Paul Diringer    | FRA  | 50,40     |